# San Carlos (wulkan)
San Carlos – jeden z trzech wulkanów tarczowych na wyspie Bioko w Gwinei Równikowej. 

## Opis
San Carlos jest jednym z trzech połączonych wulkanów tarczowych tworzących wyspę Bioko. Wraz z sąsiadującym z nim wulkanem San Joaquin (2009 m n.p.m.) buduje jej południową część. 
Zbudowany jest z bazaltu i trachybazaltu. Na jego szczycie znajduje się szeroka kaldera o średnicy 2,5 km. 
Uznawany jest za wulkan czynny na przestrzeni ostatnich 2000 lat, lecz niewiele wiadomo na temat jego historii geologicznej. 